# Geek

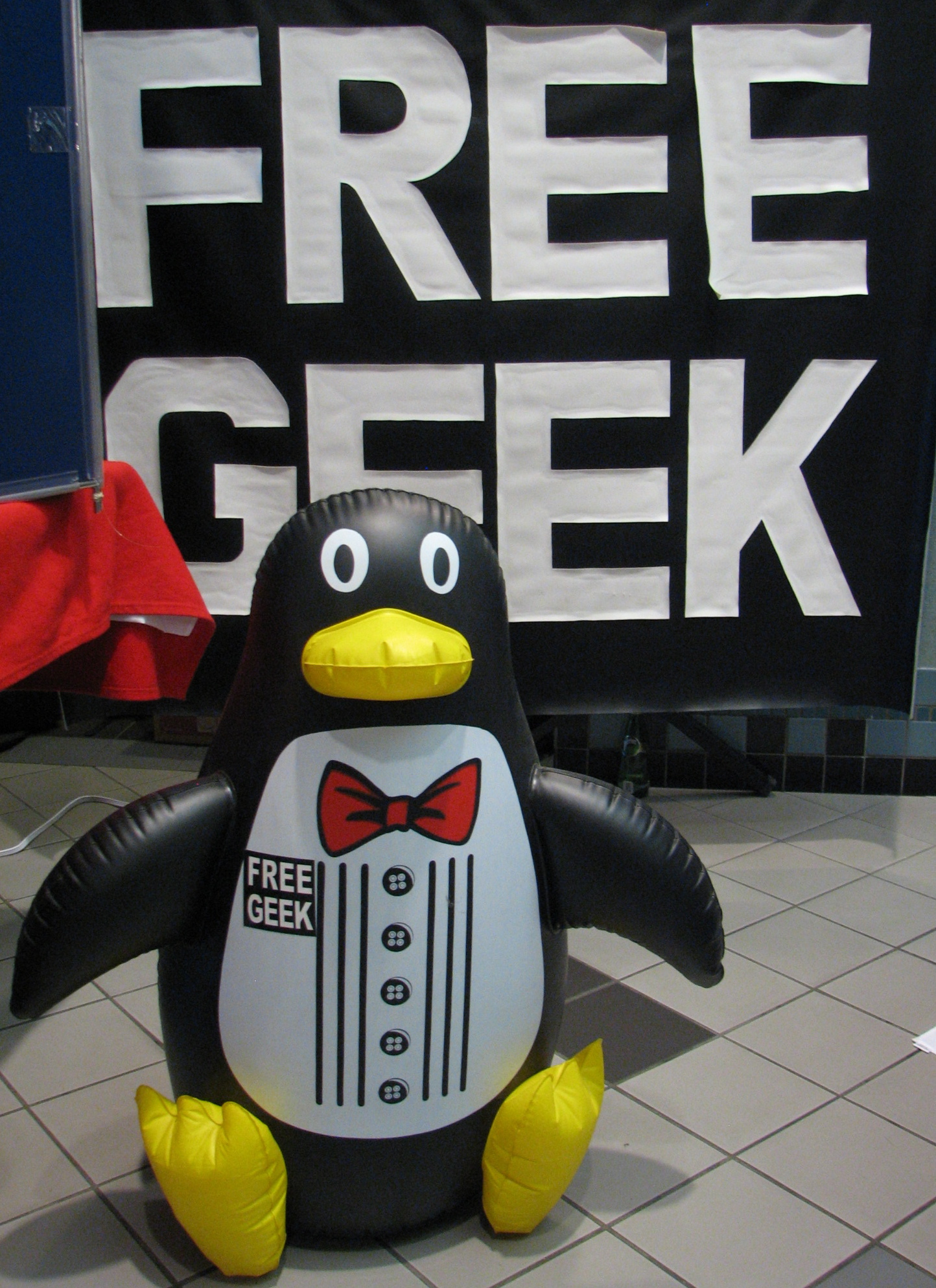
Cartel de la organización sin ánimo de lucro «Free Geek» y Tux, representando el apoyo geek al software libre.

Geek (del inglés geek, pronunciado «guic»: AFI pronunciación en inglés: /gi:k/ es un término que se utiliza para referirse a la persona fascinada por la tecnología, la informática, la cultura pop, los videojuegos, los cómics, las películas y música de culto, así como por la ciencia ficción y la fantasía. El término geek en español está relacionado más con la tecnología, a diferencia del uso del término geek en inglés. El término geek puede ser utilizado como manifestación de  un movimiento contracultural alternativo que ha ido ganando gran aceptación al identificarse con elementos de la cultura popular y el uso de tecnologías.

## Definiciones
El desarrollo —y el significado exacto— del término no es el mismo en todos los ámbitos ni culturas, aunque sí ha mantenido la acepción de friki. Es un término originariamente anglosajón y, según el glosario de argot hacker «Jargon File», en sus inicios parece ser que se refería a un fanático de un personaje de carnaval  de principios del siglo XX en Estados Unidos que «arrancaba la cabeza de los pollos», como parte de un espectáculo extraño.
Antes de 1990, el concepto geek era de connotación más bien peyorativa. Si bien hoy día no es así, las primeras versiones del término definían a un geek del ordenador con algunos de los conceptos que se podían englobar en un pardillo, un perdedor o un loser asocial, sin éxito y con  personalidad menoscabada. De hecho, según Jargon File, siguen siendo aún considerados de esta manera,  por los no-geeks.
Pero como la cultura dominante se ha vuelto más dependiente de la tecnología y de las capacidades técnicas digitales, las posturas tradicionales han tenido que asumir un mayor respeto hacia los nuevos geeks. En concreto, esto es así hasta el punto de que hoy en día  existe el Día del Orgullo Geek, como prueba de una reivindicación  tras años de maltrato social, creado por movimientos políticos de izquierda para aquel que simpatice con estos.

### Diferencia entregeekynerd
Se menciona que un nerd es estereotipado como aquella persona que tiene una inteligencia sobresaliente y que tiene hábitos y gustos diferentes a los socialmente establecidos como comunes. En cambio, se dice que un geek es aquel que tiene una fascinación o un gusto por un área de interés muy específica. Eso quiere dar a mostrar que un geek no necesita esa inteligencia sobrenatural que se cataloga dentro de un nerd, pero si un geek está interesado en algunas áreas menos conocidas de las matemáticas y las ciencias también sería una persona sumamente inteligente. Es ahí donde las líneas para definir ambas personas se vuelven difusas, pero algo que sí diferencia a un geek de otros grupos es que un geek  utiliza Internet y la tecnología como medio de expresión cultural de su interés, ya sea sobre animación, cómics, videojuegos, series o películas de culto, software, o en foros, chats, páginas web o blogs donde pueden compartir dichos conocimientos. Algo característico de los geeks es que también son creadores de contenidos de sus áreas de interés. Si son fanáticos de los cómics, ellos elaboran sus propias historias, crean teorías sobre los personajes de sus videojuegos favoritos o crean sus propios programas de computadora y los difunden. Ser nerd o geek no es una rivalidad, ambos se complementan y seguramente la mayoría de los nerds son geeks de alguna forma y viceversa. Ambos grupos son parte del mismo movimiento cultural de corte intelectual.En algunos casos, un geek puede definirse como un nerd con una vida social normal.

### Orígenes
Se piensa que el término propiamente tal comenzó a utilizarse en la década de los 50 para individuos que querían diferenciarse de los demás, por sus gustos y aficiones específicas. Durante los años 60 y 70, algunos eventos como la Convención Mundial de Ciencia Ficción, así como el lanzamiento de la película La guerra de las galaxias, en 1977, comenzaron a dar auge a este tipo de movimiento contracultural. El posterior desarrollo de la informática e Internet contribuyó también a su auge en el inicio de productos como Atari, computadores personales o las consolas Nintendo. En los años noventa, el lanzamiento de series de culto como The X-Files y el uso de consolas 3D como la Sony Play Station, también fueron parte importante de estos orígenes. Finalmente, la consolidación en el uso de plataformas nuevas donde las personas pueden informarse por sus propios medios, participar y comunicarse ha contribuido también a la valoración de la cultura geek.

## Individuosgeek

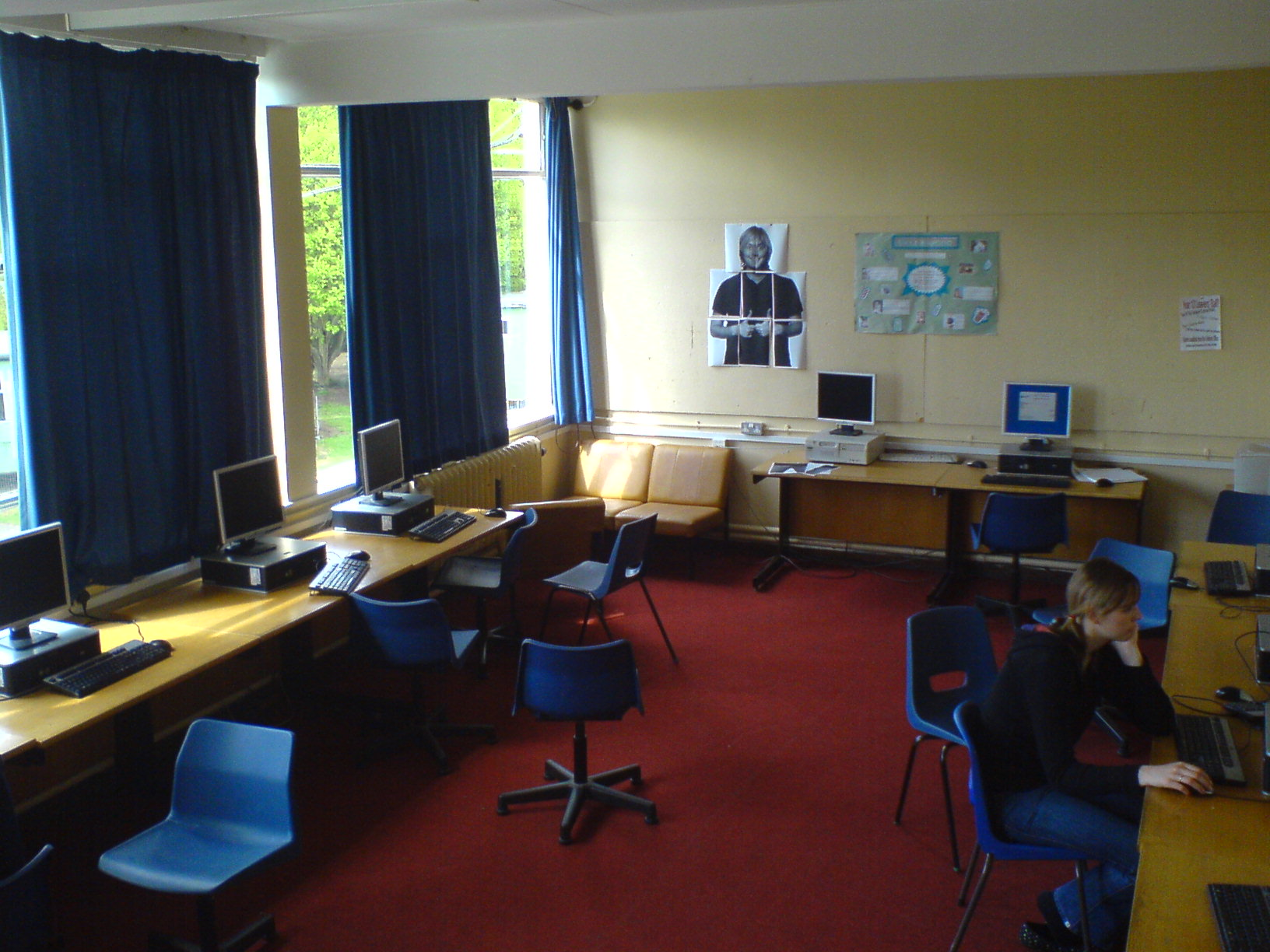
Un cibercafé con una usuaria.

Suele entenderse como geek a una persona que prefiere actividades que denotan la dedicación hacia sus intereses, trabajo o aficiones —las cuales normalmente son de carácter técnico, o más bien tecnológico— y la imaginación y fantasía,  en lugar de otras cuestiones entendidas quizá por comunes, como por ejemplo puede ser buscar un cierto grado de aceptación social, o al menos una aceptación social poco convencional. En este sentido, el concepto al que se refiere el término «nerd» es compartido por geek. Se entiende además que para una persona geek no importa demasiado el grado de extravagancia que conlleva el aprendizaje o tiempo invertido en sus habilidades.
Las connotaciones sociales de dichas características llevan al término geek más allá de una simple definición para convertirlo en un estilo de vida del cual, habitualmente, el sujeto suele sentirse orgulloso; algo en lo que, de nuevo, vuelve a coincidir con el nerd. Pero, de hecho, la extraversión del primero, ligada a su visceral neofilia (atracción por la tecnología y curiosidad generalizada por lo nuevo), entra en confrontación directa con el último.
Esta, al parecer, es una reafirmación común pero no necesariamente habitual del «mundo geek», puesto que son muchas y muy variadas las características particulares de los , quienes suelen mantener códigos de comunicación cerrados generalmente tendentes al aprecio por la programación, la ciencia ficción, las redes de información y los videojuegos, así como códigos de conducta estrictos, centrados en la libertad de expresión y el respeto por los demás; aunque suele acreditárseles modos de comportamiento algo más radicales.
Algunas desviaciones del comportamiento antes señalado los sitúan como un grupo social preferentemente endémico y, según personajes de la talla de Tim Berners-Lee —a veces llamado «padre de Internet»—, incluso machista.

### Capacidades técnicas

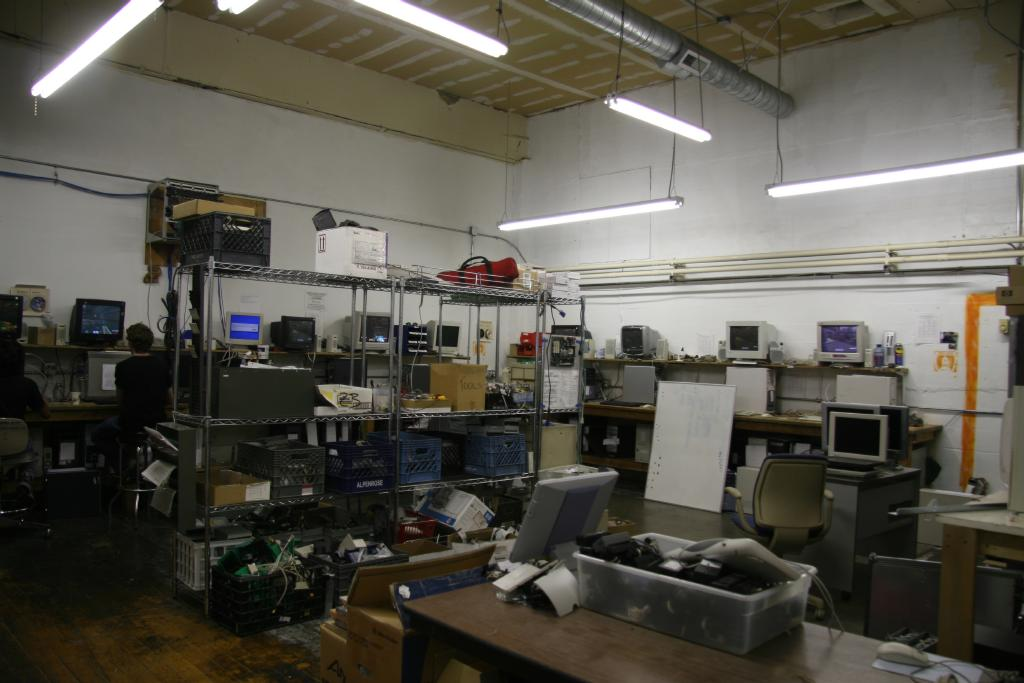
Imagen del laboratorio de pruebas de la organización Free Geek, repleto de componentes informáticos.

El geek suele contar con bastantes habilidades técnicas, en especial en el área de la informática, sea por vocación temprana o por dedicación. En esta forma de cultura, se suele entender el término hacker con el respeto que implica un grado más alto en el escalafón del ámbito de la tecnología, diferenciándose en este sentido de aquellos profanos en la materia que dan una connotación peyorativa a este último término, ampliamente extendido en su forma vernácula.
Aunque muchos de ellos puedan ser hackers, resulta difícil que se reconozcan a sí mismos como tales, puesto que llamarse a sí mismos geeks representa un cierto tinte de humildad. El término hacker no suele emplearse a manera de etiqueta autoimpuesta sino de mérito obtenido por el reconocimiento y aceptación de una comunidad geek. En esta escala, muchos geeks intermedios son denominados wannabe (jerga en voz inglesa que significa «quisiera llegar a ser») ubicándose así dentro del tipo de los geeks que podrían llegar a convertirse en hackers. Sin embargo, este último término suele adquirir algunas veces una connotación negativa: «Se cree un hacker», como se suele usar comúnmente entre algunos grupos de geeks, a veces llamado lamer.

### Software colaborativo
La pasión de los geeks por el aprendizaje de nuevas habilidades les hace propensos a aceptar y defender políticas de software libre, sea por puro altruismo o por mera inclinación individual. Aunque este no sea siempre el caso, suelen tender hacia prácticas colaborativas que les permiten hacer partícipes a los demás de sus logros personales por el mero hecho de compartir el conocimiento. Esto implica además garantizar su propio derecho a alimentarse de ideas de un modo libre y sin las barreras que imponen ciertos esquemas legales tendientes a monopolizar o cerrar el acceso público a la tecnología y a la información.
Por ejemplo, la organización sin ánimo de lucro Free Geek (Portland, Estados Unidos) se dedica a reciclar tecnología informática para proporcionar, de forma libre y gratuita, acceso a esta y formación profesional para sectores de la población que lo necesiten a cambio de servicios comunitarios. Los ordenadores que construyen, y que enseñan a construir, se basan en componentes reutilizados a los que se les instala software libre y que donan, por ejemplo, a cambio de un día de servicio comunitario.

### Hábitos

#### La tecnología como forma de vida

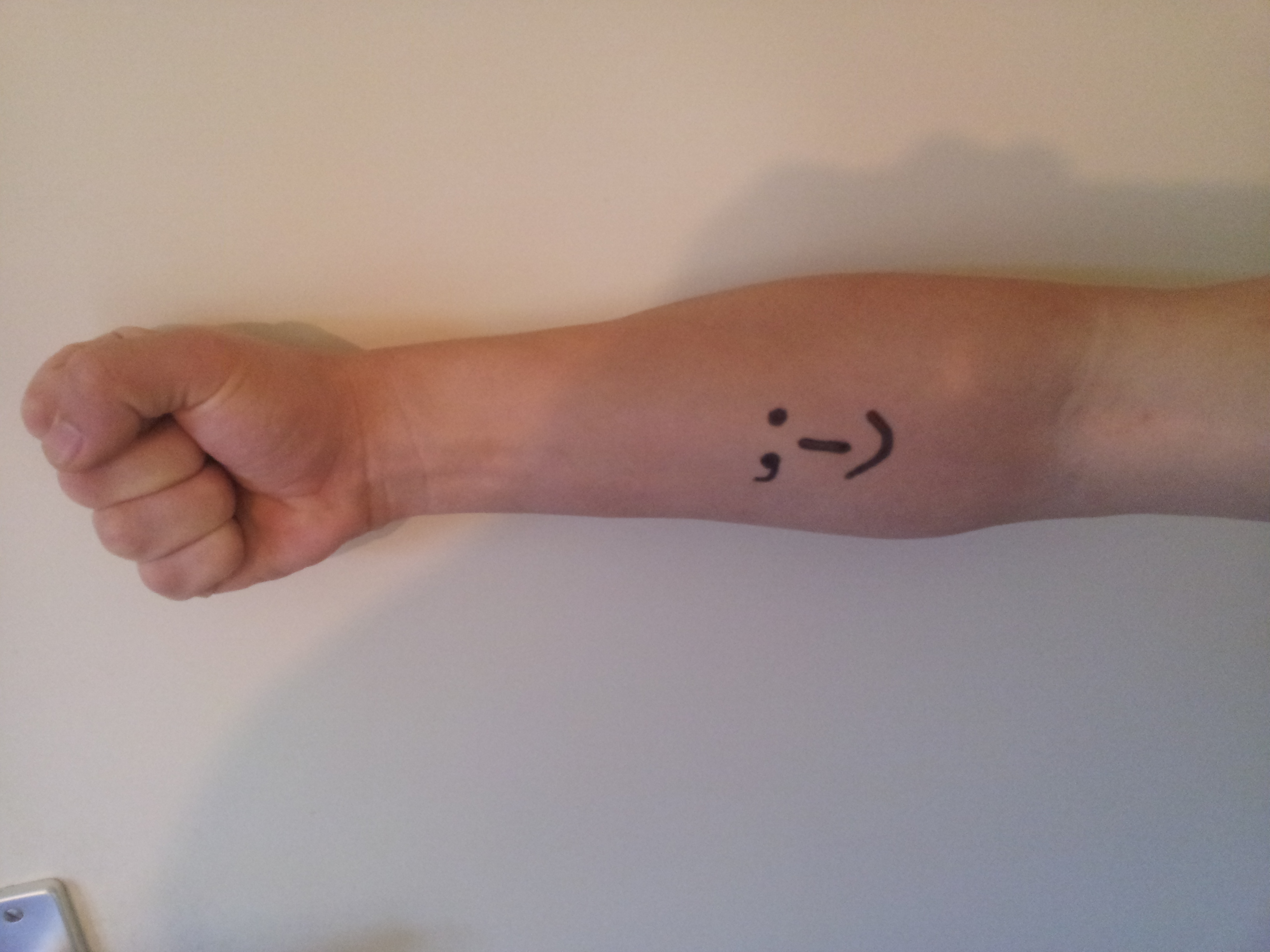
Geek con tatuaje de ;-)

Algunas definiciones de «geek» lo consideran una persona con una vida social irremediablemente unida a Internet. Por ello es muy fácil que el geek esté inmerso en redes sociales, juegos en línea multijugador o MMORPG, LARP, chats, etc.
La anteriormente citada neofilia del geek lo convierte en un consumidor compulsivo de tecnología de última hora. Así, suelen ser los primeros en conseguir los últimos «juguetes» en tecnología avanzada, como por ejemplo móviles inteligentes de nueva generación, dispositivos de música novedosos, últimas versiones de modelos de ordenador y componentes, entre otros.

Y la receta ha calado. No solo no son simples raritos; también son un público comercial jugosísimo.
Andreu y Katz, 2008

## Cultura Geek

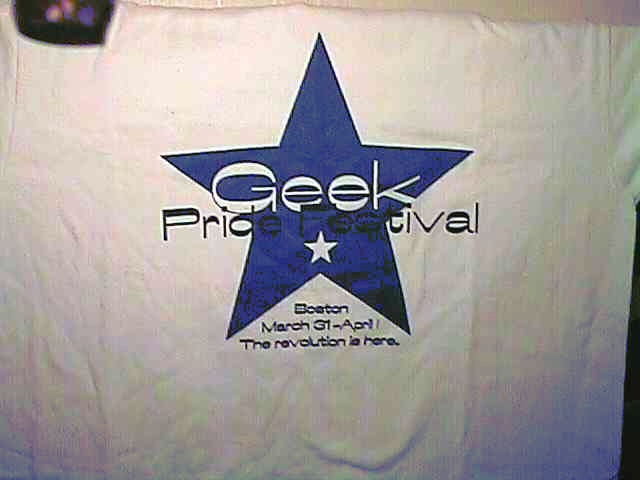
Camiseta del «Festival del Orgullo Geek» en Boston (año 2000).

Se los suele catalogar, quizá no como esnobs exactamente pero sí con una cierta forma de vestir, por ejemplo, menos definida o mixta. Algunos pueden vestir de manera informal, casual,  de marca, sport. Lo importante para ellos es encontrar gente, a la que buscan denodadamente, para tratar esos temas tan «raros» (acepción queer) para compartir los mismos intereses y disfrutar juntos, cuestión que no hace más que reafirmar el carácter extrovertido, difuso y abierto de las personas geek. En general a los geeks no les gustan las etiquetas para clasificarlos, pues no siguen dogmas, sino que se caracterizan por ser librepensadores. El geek utiliza la tecnología e Internet como medio de expresión cultural, como forma de difundir un cierto sentido de estética dentro de ese interés especial que tiene sobre algún ámbito de la cultura popular, por lo que suelen ser personas que comparten lo que les gusta e individuos con una mente creativa.
En países hispanohablantes, un rasgo común en muchos geeks consiste en la inclusión de términos anglosajones abreviados en siglas, mezclados con el castellano para enfatizar expresiones coloquiales, sobre todo en el ámbito informático o técnico (lenguajes como Leet, XAT o SMS, emoticones xD -:D - ^^! - O.O - oO?, abreviaturas y siglas en general usadas en dichos lenguajes tales como LOL, ROFL, LMAO., entre otros).
Los geeks suelen ser aficionados y apuestan por el software libre y los sistemas operativos tipo UNIX como GNU/Linux, BSD, y Solaris, aunque existe una importante legión de estos que muestra gran entusiasmo por los productos de Apple.
Como colofón, quizá sea la frase de John Katz de Wired y Slashdot la que podría resumir, cultural y socialmente, esta perspectiva sobre los individuos que en cualquier caso puedan encontrarse enmarcados en este término:

[...]una nueva élite cultural, una comunidad de inadaptados sociales y amantes de la cultura pop.
Jon Katz en su libro Geeks (citado en Andreu y Katz, 2008).

### Ciencia ficción, rol, videojuegos y cómics

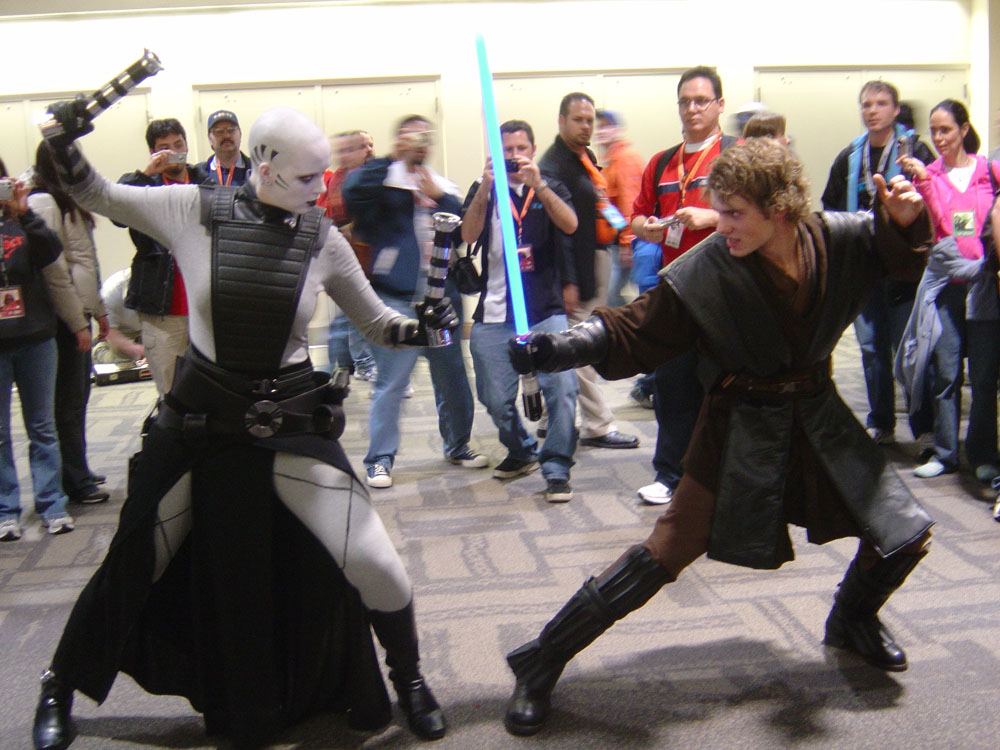
Dos cosplayers de Star Wars (popculturegeek.com en Flickr).

El geek presenta, en general, fascinación por temas como la ciencia ficción y en especial por obras literarias, series de televisión (Lost, Alias, Héroes, etc), videojuegos y películas como Star Wars, Star Trek, Stargate, Matrix, Back to the Future y El Señor de los Anillos, entre otras; considerándose como fanáticos de estas series o películas y si es en la vertiente de videojuegos, un gamer. Dentro de la cultura geek, también puede haber personas que practican el Cosplay como manifestación de su gusto por representar personajes de ciencia ficción específicos. Algunos geeks suelen ser fanáticos del coleccionismo tanto de accesorios populares como menos populares, tales como películas, libros, revistas y comics de ciencia ficción, figuras, juguetes, juego de cartas, ropa con ilustraciones y demás elementos de la cultura pop.
Aunque no en todos los casos se cumple, hay muchos geeks que rehúsan considerarse como «frikis», ya que no comparten los mismos gustos, cánones frikis, y se consideran fuera del grupo. De hecho, muchos de ellos pueden tener una vida social más activa, y participan en actividades tales como salir, beber, ligar y hacer amigos. Se podría decir que son los no-geeks o geeks sociales, aunque no siempre se cumple este patrón, como se mencionó anteriormente[cita requerida].

### Tipos deGeeks
Debido a su fascinación por temas de ciencia ficción, series, películas y videojuegos, los geeks se han clasificado en varios tipos, dependiendo de sus gustos y pasiones. 
- Fanboy: Geek aficionado a las series de televisión y películas de culto, incluso llegando a conocer todo tipo de detalles y curiosidades y a memorizar las escenas y los diálogos. Esto es debido a la cantidad exagerada de veces que puede ver una misma serie, película o saga.
- Gamers: Geek aficionado a los videojuegos, tienen un conocimiento muy elevado de las historias de los videojuegos, tanto del pasado como de las últimas actualizaciones. Existen gamers, tanto aficionados como profesionales, que participan en competiciones, llegando incluso a formar equipos competitivos de eSports.
- Hackers: Geeks informáticos o programadores que posen habilidades expertas en el manejo de ordenadores y tecnología que se caracterizan por trabajar en el mundo de la ciberseguridad, desarrollo informático, tecnológico o telecomunicaciones.